# Lobata
Pour les articles homonymes, voir Lobata (homonymie).
Ordre
Lobata est un ordre de cténaires, de la classe des Tentaculata. Il regroupe des animaux marins gélatineux planctoniques.

## Liste des familles
Selon World Register of Marine Species (24 novembre 2015) :
- famille Bathocyroidae Harbison & Madin, 1982
- famille Bolinidae (vide)
- famille Bolinopsidae Bigelow, 1912
- famille Eurhamphaeidae L. Agassiz, 1860
- famille Lampoctenidae Harbison, Matsumoto & Robison, 2001
- famille Leucotheidae Krumbach, 1925
- famille Lobatolampeidae Horita, 2000
- famille Mnemiidae
- famille Ocyropsidae Harbison & Madin, 1982
- Lobata incertae sedis

Selon ITIS:
- famille Bathocyroidae Harbison et Madin, 1982
- famille Bolinopsidae Bigelow, 1912
- famille Eurhamphaeidae L. Agassiz, 1860
- famille Lampoctenidae Harbison, Matsumoto et Robison, 2001
- famille Leucotheidae Krumbach, 1925
- famille Ocyropsidae

Selon ADW:
- famille Bathocyroidae Harbison et Madin, 1982
- famille Bolinopsidae Bigelow, 1912
- famille Eurhamphaeidae L. Agassiz, 1860
- famille Mnemiidae (ITIS place ses genres dans Bolinopsidae)
- famille Ocyropsidae

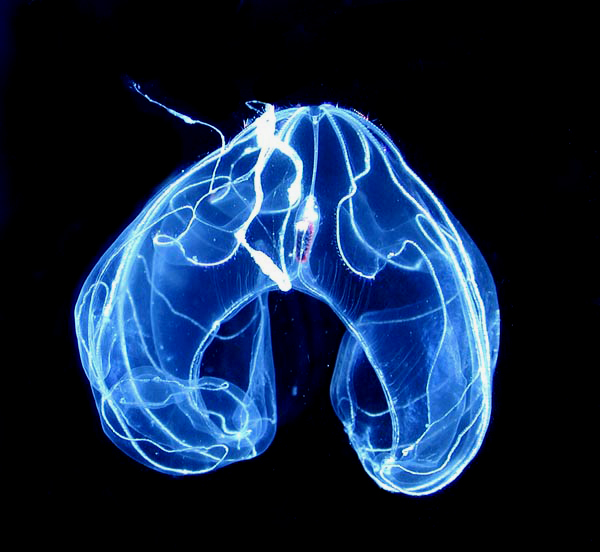
Bathocyroe fosteri (Bathocyroidae
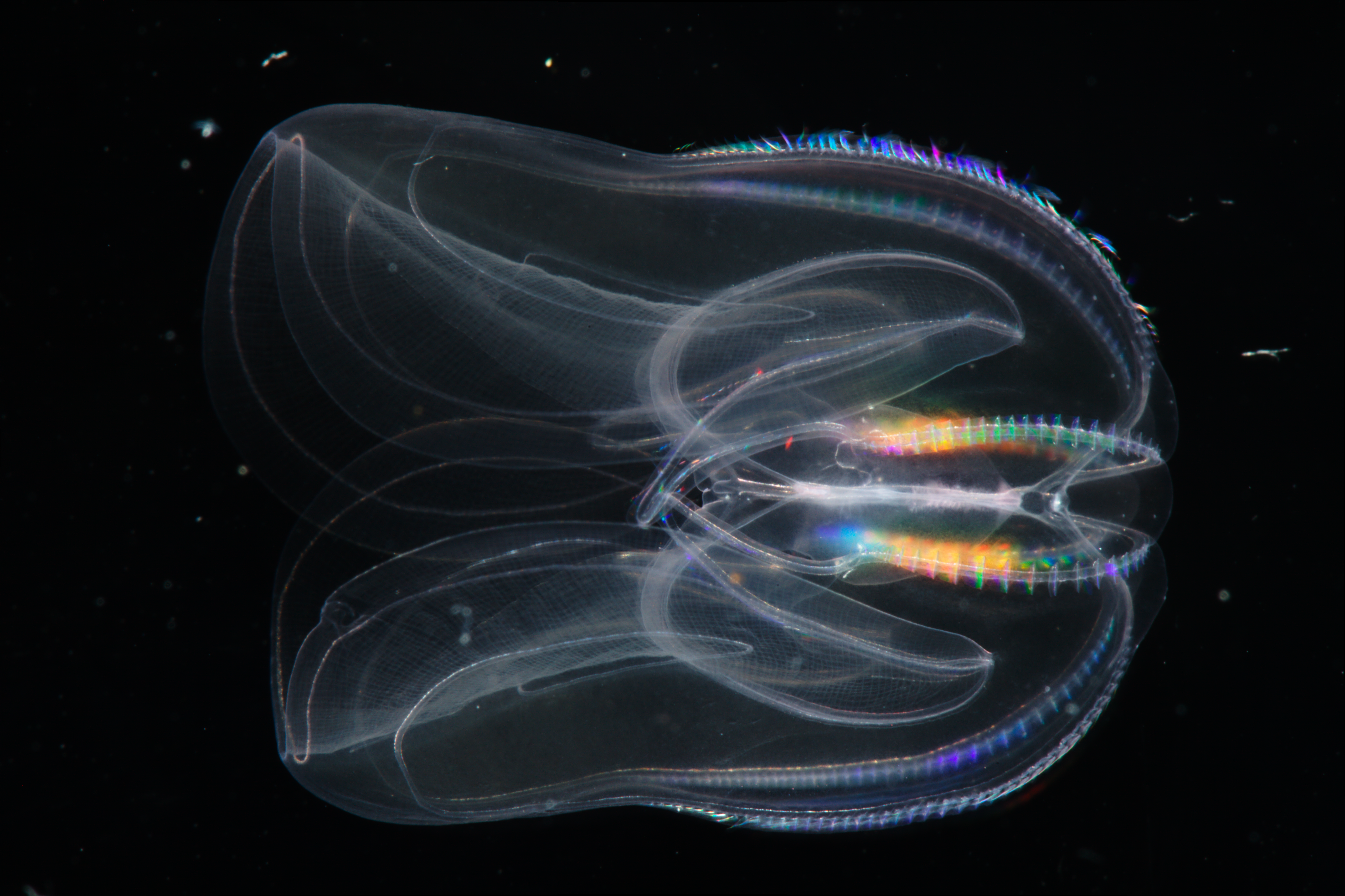
Mnemiopsis leidyi (Bolinopsidae)
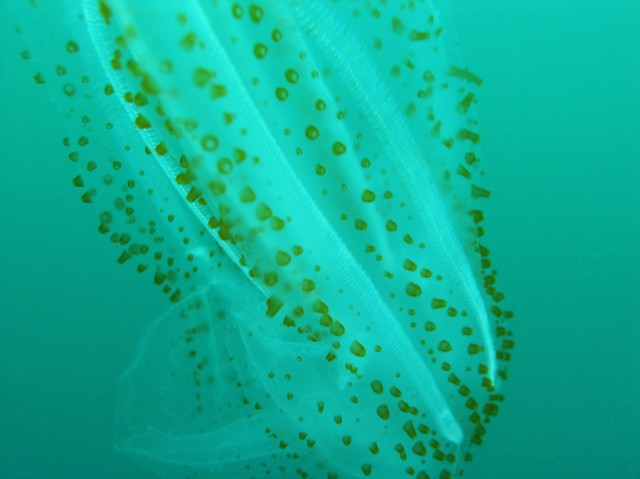
Leucothea pulchra (Leucotheidae)